# Пакистанцы в Саудовской Аравии
Пакистанцы в Саудовской Аравии — одна из крупнейших пакистанских диаспор в мире.

## История
27 апреля 2011 года, представитель МИД Пакистана сделал заявление, в котором попросил власти Саудовской Аравии прекратить жестокое обращение с гражданами Пакистана в их стране, так как Пакистан всегда поддерживал дружеские отношения с Саудовской Аравией. Представитель Комитета при МИД Пакистана сообщил, что три пакистанца были арестованы в Саудовской Аравии 22 марта 2010 года, суд постановил освободить их из-под стражи, но до настоящего времени они продолжают находиться в тюрьме. В связи с чем власти Пакистана выражают недоумение — чем вызвана такая предвзятость к гражданам их страны проживающим в Саудовской Аравии.